# Upogebia macginitieorum
Upogebia macginitieorum är en kräftdjursart som beskrevs av A. B. Williams 1986. Upogebia macginitieorum ingår i släktet Upogebia och familjen Upogebiidae. Inga underarter finns listade i Catalogue of Life.